# ふしぎ星の☆ふたご姫(Gyu!)のキャラクター一覧
このふしぎ星の☆ふたご姫(Gyu!)のキャラクター一覧では、『ふしぎ星の☆ふたご姫』およびその続編である『ふしぎ星の☆ふたご姫 Gyu!』のキャラクターについて解説する。

## ふしぎ星の☆ふたご姫のキャラクター
ふしぎ星には人間以外にも、各種の獣人などが住んでいる。獣人といってもモチーフの動物がそのまま2足歩行しているような姿から、耳などの一部を除けば普通の人間と同じ姿まであり、王族は概ね後者。
続編『Gyu!』では各国プリンセス・プリンスの大部分がロイヤルワンダー学園に留学している。

### おひさまの国
ふしぎ星の中心の空に浮かぶ、人工太陽の上半分を国土とする国。ふしぎ星のあらゆる物のエネルギー源である「おひさまのめぐみ」を作りだし、制御している。この国は宇宙船のように動かすことも出来、『Gyu!』終盤でロイヤルワンダープラネットまでやって来た。
ファイン（Fine）
声：小島めぐみ
主人公。おひさまの国のプリンセス。年齢は8歳。身長は117cm。「大変大変！」が口癖。名前の綴りは晴天の意そのままの「Fine」。ふたご姉妹の妹。
元気いっぱいの明るい性格の持ち主。好奇心旺盛。運動神経抜群。どんな状況でも食べ物を見ると喜んで飛びつく食いしん坊だが友達思いの優しい性格。無邪気でボーイッシュな印象が強いがオバケが苦手で、暗い場所ではレインの後ろに隠れて泣くほど怖がりな一面もある。
12話でタネタネの国の合言葉に逆らって神樹のたたりを受けてサルとなってしまい、ボスウッキーに連れ去られてしまうが、タネタネ族とウッキー族が戦争を繰り広げている内にボスウッキーの目を盗んでタネタネ族を守り、戦争を終わらせたい気持ちで元に戻った。最終的に和解させることには成功したものの、ラストで直後にエクリプスの秘密を探るべく後を付いていった。
13話で迷いの森でブライトとエクリプスに迷惑をかけながらもエクリプスとの高感度を上げつつこの森の真相を明かすことに成功するがプロミネンスのパワーを切らしてしまい、さらにブライトとエクリプスの対立もあって同じくブライトに寄せていたレインと喧嘩になってしまう。
14話でプーモの説得に聞く耳も持たず、そのまま寝るも朝起きた所で仙人島で修行に移行したプーモが手紙を遺していた事に心配し、同じくプーモを心配していたレインと対立しながら急いでプーモを探している内に一足先にプーモを見つけるもすでに危機に陥っており、必死で助けたい気持ちがきっかけで仲直りした。この時、彼女が敬遠していたバン・ブーからきゅうりを貰い、美味しいと評価した。本人曰く「プーモが頼りないだけ」。
純真無垢でエクリプスには最初から何か感じるものがあり、彼を敵だと疑わずに惹かれていく（回によってはレインの言葉を信じ、敵対したこともあるが基本的に敵だとは思っていない）が、恋愛に鈍く自分の思いに気がつかずにいた。ブライトから好意を寄せられるが全く気付いておらず、ダンスに誘われそうになった時、すかさずレインに譲ったり、プリンセスパーティの優勝者発表の際、アプローチでファインを八百長で優勝させようとしたブライトをきっぱり跳ね除け、アルテッサが真の勝者だと主張できる芯の強い面もある。ブライトのことが少し苦手。ファインを軸にしていることも多い。どんなピンチの時でも、決してあきらめない根性と芯の強さがある。
母親譲りの赤い髪に合わせ、ピンク色を基調にした服装をしている。髪型はツーテール、変身後は巻き髪のツーテールである。二つ山の赤の三角帽子をかぶっている。
レイン（Rein）
声：後藤邑子
もう一人の主人公。おひさまの国のプリンセス。年齢は8歳。身長117cm。名前の綴りは「Rein」（第1期のCM前後のアイキャッチでは、「RAIN」と綴られている）。「清楚」・「穢れていない」などの意味がある。ファインの「大変大変！」に対して、レインは「だいじょぶだいじょぶ」と言うことが口癖。ふたご姉妹の姉。
おっとりとしている面も多くファインに比べ清楚な印象が強いが、意外に強気でしっかり者。お洒落やアクセサリーが好き。ファインとは逆に怖いもの知らずで、オバケ、暗い場所も平気。
ファインよりお姫様らしいように見られがちだが、ミーハーな部分があり、イケメンに弱く特にブライトに好意を持っており、彼との恋愛をよく妄想しているが時折それが暴走しては妹のファイン達に呆れ返られることがあるが当のブライトはファインに惚れているので気付いてもらっていない。また妙に子供っぽいところがあったり、ファインと同じぐらい単純な部分もあるがその芯の強さがある。
父親譲りの青い髪に合わせ、水色の服を基調にした服装をしている。髪型は毛先を絞ったポニーテール、変身後は1つに束ね巻きつけた髪が途中から数本に分かれたものである。青のシルクハットをかぶるが『Gyu!』では丸帽子をかぶっている。
12話ではファインとは対照的に神樹のたたりに掛からなかった事もあり、タネタネの国に加勢するがボスウッキーの戦争に巻き込まれてエクリプスによって難を逃れる。だが、ファインがエクリプスを終始目につけていたこととそのエクリプスがブライトと敵対したことから喧嘩になってしまう。
前述の14話でファインと喧嘩になっていたが、ファインよりも一足先にプーモが残した手紙を読んで仙人島に向かおうとして、偶然にも同じ手紙を読んでいたファインとにらみ合いながらも別々で船に乗り、自分とファインが原因でプーモが終わりなき修行を続けていたことに気づいてお互いに意地っ張りと言い合っていた。お互いに台詞がハモるのを不満に持ちながら別々でプーモを探し廻るもプーモがピンチな状況で単独でプーモを救えないファインの助けを聞いて駆けつけ、救出に成功して和解した。
ロイヤルワンダー学園では、女子アナウンサーをしており、「学園ほのぼのニュース」「お悩み相談室」などで有名。
この二人はふたごであり、巷では「ふしぎ星始まって以来、最もプリンセスらしくないプリンセス」と言われている。本人達もそれを自覚しているが、それを他人に言われると落ち込む。ただし、『Gyu』では、宇宙一ともいわれるユニバーサルプリンセスに選ばれる。性格は対照的だが、パーティでは色違いでおそろいのドレスを着用し、普段も色違いでおそろいの動きやすい服装をしている。また、ふたご姉妹だが目立った上下関係は特に無く、お互いに「レイン」「ファイン」と呼び捨てで呼んでいる。
プーモ（Poomo）
声：こおろぎさとみ
ファインとレインに仕えるプーモ族の妖精で、由緒ある妖精のプライドを持つ。基本的にガイド役を勤めているが初期の頃はファインとレインに説明を無視されることが多かった。またファインとレインの行動にいつもヤキモキさせられている上、何かある度に被害を受ける。語尾に「プモ」を付ける。テレプーモーションという瞬間移動が使える（ただし、プロミンを消費するため『Gyu』では一度も使用されていない）。料理など特技が多く、クリオネに好意を寄せていたりと意外な一面もあるが絵は下手。後述の修行の旅に出る時に自分を探さないでほしいようにわざわざ手紙を書き残して逆にファインとレインを心配させたりと天然なところが目立つ（ただし、最終的に悲惨な目にあって自力で脱出不可能になってしまい、手紙を書き残したことが功を制した）。一人称は「僕」または「私（わたくし）」。良識人故にオーバーなリアクションを披露したりする。
14話でファインとレインが喧嘩になってしまったのが気に食わず、「謝罪するだけで解決」「笑顔が一番」と仲裁するもすぐにそっぽが向かれてしまい、プリンセスグレイスにお祈りした所、自分の威厳が足りないことに気づいて「新しい自分に生まれ変わる旅」として夜明けに一人で仙人島でカンフーの修行しに行き、「新しい僕になるまでは帰れない」と弟子入りを果たした。この際仙人島の風景を「立派な寺でなんだか燃えてきた」とテンションを上げていた。「初心忘れべからず」と師匠のバン・ブーの物臭に動じず独自の修行を試みて自身を鍛えていくが、なかなか集中できず、「楽したら修行にならない」「落下を恐れていては僕の人生が負け組みになる」と大岩を自力でつり橋を超えて運ぼうとするもその途中で突風によるアクシデントに遭い大岩が揺れて転落しそうになってしまう。彼の悲鳴を聞いて駆けつけたファインに対し「どんなピンチでも僕の力で脱出してみせる」と返し、自力で上がろうとするも力不足で上がれず、新しい自分を捨ててファインに救出させる道を選ぶも直後に転落してしまう。ファインにプロミネンスの力を使って貰って浮遊しつつツタに捕まるも大岩の重りで上がれず、ツタが切れて再び落下するも後からレインが駆けつけ、二人揃って変身したことで無事に落下を免れる。だがぶら下がったまま身動きが取れなくなり自力で上がれなくなり、直後に「これ以上無理だから自分の力で脱出する」と冷たくあしたわれるも駆けつけたバン・ブーが岩を粉々に砕き、その岩の破片を足場をすることで救出され、「カンフーの名人」と改め直した後「肝心なのは中身」とアドバイスされ「強くなろうとした自分が頼りないからお二人を仲直りさせることができた」と、自身の貧弱さが幸いしてファインとレインを勇気づける形となり結果的に和解させることに成功し、ファインとレインから「自分のことは自分らしく活動すればいい」とアドバイスされ、プリンセスレベルも上昇した。
トゥルース（Truth）
声：羽多野渉
ファインとレインの父で、おひさまの国の国王。ふたご姫を優しく見守っている。
エルザ（Elsa）
声：川澄綾子
ファインとレインの母。おひさまの国の王妃。とても穏やかで、優しい性格だが、怒ると恐い。デコールを作るのが非常に上手い。
二人とも娘たちの行動に「おひさまのめぐみを取り戻すため」だと理解を示してくれている。また、ロイヤルワンダー学園に通っていた事がある。
キャメロット（Camelot）
声：杉山佳寿子
ファインとレインの教育係。とても教育熱心。ルルやナギーニョと共にふたご姫たちを追跡している。
ロイヤルワンダー学園ではルルと共に寮母活動をして、ふたご姫を見守っている。
プリンセスグレイス（Princess Grace）
声：皆口裕子
かつてふしぎ星の危機を救った、伝説のプリンセス。「おひさまのめぐみ」を取り戻そうとするファインとレインを導く存在。第1シリーズ最終回で、自分の代わりにふたご姫のサポートをプーモに託し、永遠の眠りに就いた。彼女の肖像画はおひさまの国の城の廊下に飾られ、ふしぎ星を見守っている。
レミント（Lemint）
声：中嶋聡彦
おひさまの国の執事。真面目な性格。
オメンド（Omendo）
声：田の中勇
おひさまのめぐみ観測所で調査をやっている。キャメロットとは幼馴染の関係。ブラッククリスタルを見て、ブライトの暴走を止めるために寝返りを装って彼に近付いたが、行動パターンを見破られて失敗に終わった上にブライトによって殺されそうになった。

#### ニャムル族
ネコ系の獣人。「おひさまのめぐみ」を浴びながら昼寝をするのが何より大好きで、種族の名前も寝ている時の寝言からついたと言われている。
タビィ（Tabby）
声：泰勇気
4話で過労により倒れたが、ふたごのプロミネンスにより仲間が協力してくれて、「一人で頑張らなくてもいい」ということがわかった。
ジル（Jill）
声：倉田雅世
この2人は、おひさまの国の気象調査、調整を務めている。
ルル（Lulu）
声：鈴木みさと
キャメロットの下で働く教育係見習い。常にメモを取っている。
ロイヤルワンダー学園では寮母見習いも取得した。

### 月の国
ふしぎ星の夜を守り、またふしぎ星と宇宙を繁ぐ穴である「星の泉」がある国で、それを管理する役割も担っている。
シェイド（エクリプス）（Shade（Eclipse））
声：皆川純子
月の国のプリンス。始めはプロミネンスに興味を持ち、正体を隠してエクリプスと名乗りファインとレインを追っていた。後に自ら正体を明かすまではそのことを知る者はミルキーだけであった。鞭を自由自在に操ることができ、攻撃だけでなく一振りで物を掴む程の腕前を持つ。また常にクールで判断力も高く、素っ気無い態度を取るように見えることも多いが、家族やレジーナには優しく接している。ブライトが闇の力に魅入られてからはファインやレイン達と共に行動し、危険な目にあいやすいプリンセスたちを常にサポート。ロイヤルワンダー学園では医者になるために自分の温室を持ったりして日々勉学に励んでいる。
学園ほのぼのニュースでは、もっとも人気が高い生徒として上げられていた。
ミルキー（Milky）
声：こじまかずこ
月の国のプリンセス。まだ幼いがしっかり者であり、ファインに勝るとも劣らぬ食いしん坊。まだ話すことができないのだが、シェイド、ムーンマリア、ファインだけは彼女の言いたい事が理解できる。
『Gyu!』では修学年齢に達していないという事でふしぎ星に残っている。
ムーンマリア（Moon Malia）
声：潘恵子
月の国の女王。オーロラで未来が見えるという予知能力の持ち主。おひさまのめぐみが消えかけて以来、ずっと昏睡状態に陥っていた。
ローマン（Roman）
声：平井啓二
月の国の元大臣。ふしぎ星の国の乗っ取りを企み策謀を巡らせるが、やがて発覚して逃亡。19話ではミルロとエストヴァンの結婚を利用して資産を手に入れようとしていたが、ファインとレインからミルロの婚約を取りやめて欲しいと手紙を渡され、その手紙を咄嗟に破り捨ててエストヴァンの父との会議に戻るも、ファインとレインにその始終を見られたことに気づき、手下と警備隊にふたご姫を捕まえる様に命令して追い詰めるも、レインがミューグラムを使って足止めし、さらにファインとレインのプロミネンスによって視界が見えなくなってパンプとエストヴァン父が混乱し、その二人のフォローに失敗してヤームルの逆鱗に触れ、計画は失敗に終わった。その後も引き続き地下に潜って活動していたが、最後は用済みとして闇の小箱に飲み込まれてしまった（最終回で奇跡的に生還を果たす）。ファインとレインの使うプロミネンスを密かに狙っていた。
ヤン（Yan）
声：遠藤圭一郎
ラウ（Rau）
声：久保田隆
いずれもローマンの手下。
レジーナ（Regina）
シェイドがエクリプスに変装している時に足として使っている二足歩行の恐竜のような生物。とても賢く、よくしつけられているようでエクリプスの命令に極めて忠実に従う。

#### ラビ族
ウサギ系の獣人。
ミーア（Mia）
声：佐藤利奈
月の国の見張り番。語尾に「～ラビラビ」を付けて話す。無断で入ってきたふたご姫を強制労働させた。
チューバ（Chuuba）
声：吉沢希梨
占いオババ。うさん臭さ満点だが、ふたごに最後に行った占いは本物らしい。

### メラメラの国
「おひさまのめぐみ」を熱に変え、ふしぎ星の気温管理を担当する国。温和な気候だが、3話では雪が降っていた。

#### 獅子族
ライオン系の獣人。ウォルとティオには尻尾があるが、リオーネにはない模様。
リオーネ（Lione）
声：福圓美里
メラメラの国のプリンセス。上がり症で照れ屋。ファインとレインとは仲良し。ティオよりもリオーネの方が年下にあたる。おしとやかな外見の反面、運動神経もよく、メラメラサンバやファイアーバトンも得意。
ロイヤルワンダー学園ではバレー部に所属。
ふたご姫以外のプリンセスでキャラクターソングを出している唯一の人物である。
ティオ（Tio）
声：山崎バニラ（3～25話）→溝脇しほみ（27話～）
メラメラの国のプリンス。リオーネより背は低いが兄。柳葉刀に近い形をした剣を愛用しており剣舞が特技だが、実戦の剣術はさほど上手くない。穴掘りが上手い。ファインとレインの元にどこからともなく駆けつけるが、自身のドジっぷりや不運なアクシデントなどが原因でほとんど活躍できた例がなく、ギャグ要員的な立ち位置にいる。愛馬（犬）であるメラメラドッグの名前は「サンダーボルト」。シェイドに助けられたことをきっかけに彼を「師匠」と呼び強引に弟子入りする。その後はシェイドと共に行動することが多いが、あまり役には立っておらず、持ち前のドジさによる失敗にシェイドを巻き込んでしまうこともある。
ロイヤルワンダー学園では登山部に所属。
ウォル（Wohl）
声：大川透
メラメラの国の国王。感情表現が激しく、やたらと気合いが入っている。
ニーナ（Nina）
声：前田ゆきえ
メラメラの国の王妃。ウォルに対して、穏便で柔和。

#### ベアベア族
クマ・パンダ系の獣人。
ホアン（Howan）
声：三宅健太
中華料理屋のシェフ。得意な料理はメラメラチャーハン（辛口）。そのメラメラチャーハンを作るのに必要な火山のスパイスが足りず、空腹を我慢できずに何度も入ろうとするファインを門前払いしたが、終始メラメラドッグに振り回されていたプーモのおかげで火山のスパイスを発見し、彼を助けたファインとレインにお礼としてメラメラチャーハンを作ってあげた。

#### ホーホ族
フクロウ系の獣人。

### しずくの国
ふしぎ星の水の管理を担当する国。「おひさまのめぐみ」の力で水を水蒸気に変え、雲を生み出している。雲を作る設備投資の援助を仰ぐためにミルロと宝石の国の富豪の一人息子、エストヴァンとの政略結婚が計画されるなど、ふしぎ星の国の中では経済的にあまり豊かな国ではない。政略結婚の話はローマンの陰謀も絡んでいたため破談になったが、宝石の国の富豪からの資金援助は受けている。破談後ローマンの責任を追及し、一時月の国との関係が悪化した。

#### ビーバ族
ビーバー系の獣人。
ミルロ（Mirlo）
声：すきがら沙智
しずくの国のプリンセス。内気でおとなしく自分の意思表示を出すのを苦手とする。絵を描くのが得意。忙しい母に代わって、幼い弟のナルロの面倒を見ることが多い。ふたご姫より2歳年上で10歳。運動神経は鈍いが、スポーツに対する積極的な姿勢からベストスポーツプリンセスを受賞している。
19話では雲を作るポンプを作り直すお金がなくて国が困っているときに、お金持ちのエストヴァンと結婚しようとしていたが、もヤームルに「あなたの意思で答えなさい」と言われた上にエストヴァンに自分の絵を壊されてしまう。さらにこの結婚が月の国の大臣の画策であるとファインとレインによって知らされ、自実上取りやめとなったが、自分の絵を直してあげたエストヴァンと互いに意思を見せ合い、それぞれ恋と結婚に疎いと話して自分の意思表示を出すことが出来て大喜びした。
ロイヤルワンダー学園では美術部に所属。同じ美術部（自分の星に帰ってしまったが）のパステルとは良い関係。ふしぎ星のプリンセスでは唯一ロングスカートの制服を着ている。色も薄いグリーンの上着にライトグリーンのスカート。
ナルロ（Narlo）
声：寺田はるひ
しずくの国のプリンス。赤ん坊。ハイハイですぐにどこかに行ってしまう。アルテッサのギャグに影響されて変な言葉を覚えるようになる。
ミルキーと同じ理由から『Gyu!』ではふしぎ星に残っている。
ヤームル（Yamul）
声：近野真昼
しずくの国の女王。シッポを使って感情表現することができる。立派な体格の持ち主。ミルロには厳しく当たることが多い。強気な性格で事実上しずくの国は彼女が切り盛りしている。
パンプ（Pump）
声：林理幹
しずくの国の王配。子供たちの面倒見がいい。ヤームルの尻に敷かれており、ほぼ権限がない。

#### スク族
いずれもしずくの国に生息する種族。

### タネタネの国
全ての植物の母と言われる「マザーツリー」が存在する国。ここの植物の種がふしぎ星中の全ての植物の元となっている。雨乞いをしており、これに反逆したファインは猿となってしまうが後に元に戻り、ファインとレインの魔法で大量の水をもらって敵対していたボスウッキー達と和解した。

#### タネタネ族
人間の手に乗るほどの大きさ。外見は人間と同じ。
イシェル（Ichele）、ゴーチェル（Gorchel）、ハーニィ（Harney）、ニーナ（Nina）、サーヤ（Saya）、シヨン（Shiyon）、ロロア（Loloa）、ナーシャ（Nursya）、キュアリー（Quarry）、ジュリア（Julia）、ジョイナー（Joiner）
声：イシェル（升望）、ゴーチェル（こじまかずこ）、ハーニィ（鈴木みさと）
タネタネの国のプリンセスたち。11人それぞれ得意分野が異なる。それぞれの名前には数字が関係している。
ロイヤルワンダー学園ではフラワーアレンジメント部に所属し、ミルロとチームを組む。元々出番は少なめだったが、『Gyu!』に至ってはほぼ登場しなくなってしまった。
ソロ（Solo）
声：松本さち
タネタネの国のプリンス。恥ずかしがりやだが、バイオリンを弾いている時は堂々としている。11人の姉にかわいがられている。
ロイヤルワンダー学園ではブライト同様フェンシング部に所属。ファンクラブが出来るほど人気がある。タネタネプリンセスほどではないが、彼も出番は少なめである。
キング（The King）
声：平野俊隆
タネタネの国の国王。せっかちで他人の話を聞かない。語尾に「ダネ」がつく。身長の低さにコンプレックスを持っている。
フラウア（Flower）
声：堀裕美子
タネタネの国の王妃。キングを的確にフォローしている。
- この他に、13人目の子供、プリンスココがいる。

#### ウッキー
タネタネの国のオサル山に住む猿。
ボスウッキー
声：平井啓二
猿になったファインを連れ去った。タネタネ族と戦争を繰り広げていたが、その隙にファインを逃がされ、最終的に川に流されたキングを救出したことで和解した。

### 宝石の国
ふしぎ星中で使用されるあらゆる道具を作り出している国。様々な鉱山が存在し、そこの鉱物を「おひさまのめぐみ」の力で加工して物を作り出す。ふしぎ星で最も経済的に豊かな国のようである。
ブライト（Bright）
声：柿原徹也
宝石の国のプリンス。爽やかな印象を強く与える好青年。ふしぎ星のプリンセスたちの憧れの的である。レインに好かれているが、ファインに想いを寄せている。しかし、生来の性格が空回りしローマン（元月の国の大臣）に唆され、闇の力に取り込まれてしまう。以後は黒い服装に身を包み、ふしぎ星の王になろうとして様々な国で悪事を働く。自分の考えを分かってもらえないことに一人、思い悩むがふたご姫たちのおかげで闇を振り払った。
ロイヤルワンダー学園ではファインとレインの隣のクラス・B組で、フェンシング部所属の期待のルーキー。アウラー、ティオとチームを組む。品行方正で容姿端麗、それに人当たりのよさもあり友達やファンも多く、学園の人気者である。
アルテッサ（Altezza）
声：水橋かおり
ブライトの妹で、宝石の国のプリンセス。いつも大きな宝石を身に着ける母親譲りの自信家でブラコン。真面目で努力家だがいまいち報われることが少なく、そのためなのか他者への言動がきついところがあり、一時期ファイン、レインと仲が良くなかった。29話でブライトが闇の力に見入られた後、正気に戻すために、ふたご姫たちと行動するようになる。この時に服と髪型を変えたが（長い後ろ髪をアフロヘアの様に膨らませた個性的なものから、そのままツインテール風に左右にまとめる髪型に）、髪型の方は気に入ったのかそのまま定着している。とっさに思いついたギャグ「ガビーン」でふしぎ星の危機を救ったりしたことがあることからお笑いの才能があるらしい。
ロイヤルワンダー学園ではソフィーらと共に行動する。ソフィーに好かれていて、バレンタインチョコレートを貰ったこともある。アウラーに対してはその意地っぱりな性格から素直になれないことも。また、レモンの影響で自然にノリツッコミを覚えている。
アーロン（Aaron）
声：小野大輔
宝石の国の国王。もの作りが得意で、発明家のセンスを持っている。
カメリア（Camelia）
声：寺田はるひ
宝石の国の王妃。派手好きで、いつもゴージャスな衣装を身につけている。勝ち気でプライドが高いが、何かあると気を失う一面も。
エストバン（Esteban）
宝石の国の息子。車を運転するのが趣味。ミルロの結婚相手として登場するが、ふとした事で彼女が大切にしていた絵画を台無しにしてしまいファインとレインの逆鱗に触れる。後に一人でこっそりミルロの絵の直し、正式に結婚することになった。

#### 人形
プペット（Puppet）
声：清水愛
おもちゃの町で捨てられていた人形。レインに心を開く。

### かざぐるまの国
巨大な風車があり、そこから風を送り出してメラメラの国の熱、しずくの国の雲、タネタネの国の植物の種など、他の国が作り出した物を循環させる役割を担当している国。

#### ドッグル族
イヌ系の獣人。細長い耳が特徴。
ソフィー（Sophie）
声：佐藤利奈
かざぐるまの国のプリンセス。マイペースで自分が思ったことをすぐ口にしてツッコミを入れる性格の持ち主。そのため無意識に毒舌になることが多いが(特にアルテッサに対して)、率直に言っているだけで、悪意は皆無。
ロイヤルワンダー学園ではアルテッサ、レモンとチームを組み、同時に漫才トリオを結成する。因みにボケ担当。
アウラー（Auler）
声：下野紘
かざぐるまの国のプリンス。おっとり穏やかで真面目な性格の持ち主。ブライトに負けず劣らず、国中の女の子の憧れの的。剣術が得意。アルテッサが好きで彼女のこととなると周りが見えなくなることも。
ロイヤルワンダー学園ではチェス部に所属。
ランダ（Randa）
声：加藤将之
かざぐるまの国の王。王らしい威厳の持ち主。
エレナ（Elena）
声：〆野潤子
かざぐるまの国の王妃。耳を使った子育てが得意。
- この他に、幼い王子と王女が計6人いる[11]。

### その他
ボードラゴン（Bo Dragon）
　声 :平井啓二
メラメラの国の火口に潜んでいる巨大なドラゴン。元々は赤い宝石のドラゴンで、風邪をひいてメラメラの国が曇っている原因を作っている。ファインとレインの提案で温泉に浸かって体が温まり、メラメラの国に明かりを灯した。
４０話で町を荒らしつつグレイス・ストーンを奪ったことが判明し、各プリンセスが笑わせようと計画するが、逆にブライトに利用されて身動きが取れなくなってしまう。ブライトを追い払った拍子に町を壊そうとするが、アルテッサの最後のギャグに大ウケし、ファインとレインにグレイスストーンを授かった。
ナギーニョ（Naginyo）
声：矢薙直樹
常に流浪の旅を続けているナルシスティックな雰囲気を漂わせる吟遊詩人。甘い歌声が、星中の女性たちを虜にしている。しかし、本来はプリンセス・グレイスに仕える一族の末裔で、七つの国の密偵的存在でもある。その詩は時に予言や危機を知らせるものでもあった。ふたご姫たちに最上級の力を与える為にグレイスが眠りに陥った事、闇の力の根本、再封印の方法などを伝えた。
バン・ブー
声 : 緒方賢一
伝説のカンフーマスターと言われる、仙人島の師匠。大らかな性格。身長はファインとレインの半分くらい。ファインとレインの喧嘩がどうしても止められず、自らを鍛えなおしに来たプーモの前に現れる。年寄りの為に弟子を募集してはいなかったがプーモに懇願されて自分の部屋へ案内してあげた。普段は目を閉じているが後述のプーモが危機に陥った時は目を開けていた他、大岩をパンチ数発で砕いたり、脅威のジャンプ力を持っていたりと実力は本物である。部屋はもぬけのガラだが「ごちそう」等と称しているきゅうりと南瓜の畑を植えている。20年間カンフーの修行をしていなかったり、部屋の中で梨の種を飛ばしたり、雑草を放置したりととても物臭でプーモを落胆させてしまったが、自らの手で上がれなくなったプーモの前にカンフーとしての実力を見せ、大歓迎させた。
パール（Pearl）
声：宍戸留美
海の中にある国のプリンセス。大きさはプーモ族と同じくらい。明るく元気で人を助けることが大好き。歌が得意。国王と王妃とは離れて暮らしている。彼を助けてあげたファインとレインにお礼として玉手箱を上げた。
ペギー船長
声：茂木優
海の国に住むペンギン。ファインとレインを案内してくれた。
ブウモ（Boomo）
声：ゆきじ
プーモを黒くしたような妖精で、闇に落ちたプーモ族の一種。闇に見入られたブライトと行動していた。ところが海の王国に行った際、パールの「他者を助けるために一生懸命に行動する」という態度を見てパールのピンチがある度に命がけで救ったため、闇の力から放たれ、以後パールのそばに寄り添うようになった。
ナッチ（Nacchi）
声：笹本優子
ミラクルサーカスの一員。元々は空中ブランコが苦手だったが、最終的にうまくなった。

## ふしぎ星の☆ふたご姫Gyu!のキャラクター

### ふしぎ星の留学生・仲間たち
ふたご姫を除き、ほとんどの人物（特にB組）が前作より出番が減っている。

#### 新入生A組所属
ファイン
声：小島めぐみ
レイン
声：後藤邑子
リオーネ
声：福圓美里
アルテッサ
声：水橋かおり
ソフィー
声：佐藤利奈
ソロ
声：松本さち
シェイド
声：皆川純子

#### 新入生B組所属
ミルロ
声：すきがら沙智
タネタネプリンセス
ティオ
声：溝脇しほみ
ブライト
声：柿原徹也
アウラー
声：下野紘

#### 妖精
プーモ
声：こおろぎさとみ
ピュピュ（Pyupyu）
声：金田朋子
キュキュ（Kyukyu）
声：佐藤利奈
ピュピュとキュキュはロイヤルワンダー学園の象徴である「ソレイユベル」から出て来た赤ちゃん天使。ピュピュはファインに、キュキュはレインにそれぞれくっついている。
また、2人は変身の際にファイン、レインの中に入る（ふたご姫がグランドユニバーサルプリンセスになってからはハッピーベルンに触れるのみ）。好物はシュークリームなど甘いもの全般。その小さな身体からは想像も付かないほどの旺盛な食欲を持っており、ファインに匹敵するほどである。

### その他の留学生たち

#### ふたご姫の同級生
レモン（Lemon）
声：中世明日香
ナニワン星から来たプリンセス。お笑い同好会所属。関西弁を話す。誰もがお笑い芸人を目指すナニワン星においても、「天才」と謳われたほどのツッコミの腕前の持ち主。しかし、舞台中の事故で兄を気絶させ、それが元でツッコミが出来なくなっていた。しかし、ふたご姫と触れたことで、本来のツッコミの腕前を取り戻すことに成功した。ハリセンを抱いていないと眠れない。ソフィー、アルテッサと「チームジュエル」を組む。制服は青色。OPでは何故かアルテッサらふしぎ星のプリンセスとともに登場している。
エリザベータ（Elizabetta）
声：丸山優子
セレブ星から来たプリンセス。大富豪の娘で、世間知らずな所も。名前に似合わず平安時代の貴族のような口調で話し、「よきにはからえ」「大儀であった」が口癖。どんな事態にも動じず、至ってマイペース。シャシャ、カーラと「チームセレブ」を組む。ふたご姫の活躍に興味を持ち、夏休みには1人でふたご姫の帰省に付いて来て行動を共にする｡後に質素を好むようになるが、感覚がずれており、彼女のいう質素は常人から見れば十分贅沢。クリスマスの時ファンゴから質素の良さを教えられたことをきっかけに彼が好きになり、バレンタインの手作りチョコイベントを経てカップルとなった。何でも通信機を使ってセレブ星から転移させる特技？を持つ。制服は白色で、スカートが長い。
カーラ（Carla）
声：大浦冬華
シャシャ（Sasha）
声：川崎恵理子
いずれもエリザベータのお供として、常に行動を共にしているセレブ星のプリンセス。ショートカールを巻いているのがカーラで、前作前半のアルテッサに近い髪型をしているのがシャシャ。エリザベータへの忠誠心は相当なもの。但し、夏休みにエリザベータがふしぎ星に行った時には同行していない。制服はピンク色。エリザベータといい関係になったファンゴに激しく嫉妬するなど、忠誠心が強い。
ハーブ（Herb）
声：金田朋子
出身星不明。クラスでの自己紹介の時からソロのファンで、彼を見ていると暴走してしまう。入部テスト中の事件でソロに助けられた後、「ソロりんを称えるアイドル同好会」を結成する。制服は青色。
カロリ（Calore）
声：永田依子
ネッケツ星から来たプリンセス。リオーネと同じ「チームサンバ」の生徒。男勝りな性格で、自分のことを「俺」と呼ぶ。サッカーが得意で、ライバルであるタウリに想いを寄せている。赤い髪で、制服は青色。
タウリ（Taori）
声：菅沼久義
ネッケツ星から来たプリンス。元気溌剌のサッカー少年。サッカーではカロリとパートナーを組んでいるが、彼女の恋心には気づいていない模様。グリーンピースが苦手。
リポ
声：不明
出身星不明。タウリのチームメイトで眼鏡をかけている。セリフはあるが、EDテロップに名前が載っていない。
アスリ（Asuri）
声：白石涼子
出身星不明。リオーネと同じ「チームサンバ」の生徒。緑の髪で、制服は青色。セリフ付きで登場したのは全3話のみ。
ローズマリー（Rosemary）
声：下屋則子
ホラー星から来たプリンセス。オカルトクラブ所属。オカルト関連の話をする時、度々顔と喋り方が別人のように変わる。ふたご姫と共に旧校舎を探る。紫に近いピンクの髪で、制服は青色。ハーブのチームメイトでもある。
ファンゴ（Fango）
声：坂巻亮祐
グレーテル星から来たプリンス。彼は学園の乱暴者と称されているが、実は自然を愛する少年。他人からそのことを聞かれると顔を赤らめる。レインに好意を持っていて、レインに笑顔を向けられたり触られたりすると赤面する。だが、エリザベータと接していくうちに、好意を寄せていくようになる。弟にフィンゴ（Fingo（CV:渡辺明乃））がいる。

#### 新入生クラスへの編入生
シフォン（Chiffon）
声：加藤英美里
マスマティック星から来たプリンセス。6歳にして生徒会長を務める天才少女。好奇心がとても強く、ファイン、レインに強い興味を持っているが、ふたごの事を『ふしぎ姫』と呼び、度々ふたごやプーモにツッコまれている。「チームジェミニ」を組んでいる。「ふしぎ ふしぎ」が口癖で、不思議と思ったことを見つけるとおさげが動く。様々な格言を残した偉人「ウンチーク」を崇拝しており、彼の格言をよく引用する。頭が良いだけでなく器用で料理も得意。しかし、6歳であるが故に身体能力は低い模様。『Gyu!』で初登場したキャラの中では、OPでふたごの次に登場したり、EDテロップでメインキャラと一緒に名前が出ていたり、劇中でも神出鬼没だったりとかなり優遇されている。ふたご姫達の失態による連帯責任で減点を喰らうこともあったが、元々1000ポイント持っていたため実害はほとんどなかった。
ノーチェ（Noche）
声：升望
オーケストラ星から来たプリンス。シフォンと違い、新入生クラスに編入した理由が劇中で明かされていない。ふたご姫からも最初は同級生だと思われていた。音楽部所属。気が弱く泣き虫だが、音楽の才能に長けており、バイオリンを弾くのが得意。かなりの運動音痴であるが、ある理由で運動神経の良いファインとサッカーで互角に渡り合う活躍を見せた。ファインの明るさに憧れ、好意を抱いているがその想いは空回りを続けている。チームメイトはシェイドとソロ。いつか、立派なプリンスになりファインにプロポーズする事を告げた。

#### 上級生
トーマ（Toma）
声：立花慎之介
ワルプルギス星から来た元プリンスで、一般市民の特待生。生徒会副会長を務める。
プリンスで無くなった理由は断片的にしか語られていないが、いわゆる“お家騒動”の様なものらしく、半ば廃位同然で星を去らねばならなかった。そのため実力のない者に対して厳しく「周囲はみなライバル」の意識が強い。
登場初期には｢この学園に～（<以下一例>優しさ、又はハッピー）など必要ない｣のセリフとともに密かに使い魔を放ち、友達を増やそうとするふたご姫の行動を隠れて妨害していた。レインをアナウンサーにしてふたごの仲を悪くさせようとしたこともある。だが、これらの行動と性格は第1期後半のブライトと同様に”闇（エドワルド）”に操られていた為のものであった。第16話で正体を明かし、ふたご姫と直接対決。姫たちの説得とパワーにより元に戻った（しかし入学後しばらくしてからの記憶は消えうせていた）が、迷惑をかけた責任を感じ、ふたご姫に学園に潜む“何か”の存在を伝え、学園を去った。
その後、王家放逐時お世話になった元ワルプルギス星の人々が働くフウコウメイビ星の小さなホテル支配人として再登場。当初は過去の過ちに対する負い目から学園に戻る事を躊躇っていたが修学旅行でホテルを訪れた学園のみんなの暖かさ、ふたご姫の説得に応じて学園に復学した。
再登場後は以前の険しさが嘘の様に消えうせ優しく爽やかな性格になったが、何かにつけ「この学園に～（<以下一例>遠慮、又はあきらめ）など必要ない」と断ずるのは相変わらず。どうやらこのセリフは生来の癖である様だ。
あるいは、フウコウメイビ星の住人も「～など必要ない」と発言している為に、フウコウメイビ星の方言の可能性もある。
メロン（Melon）
声：西野真人
ナニワン星から来たプリンス。レモンの兄。故郷のナニワン星では、妹と漫才コンビを組んで舞台に立っていたが、舞台中での出来事をきっかけにお笑いの道を諦めてしまった。
メルバ（Merba）
声：前田愛
オーセッカイ星から来たプリンセス。リオーネとは幼馴染にあたる。心優しき少女で、ワンダードラゴンの赤ちゃんの世話をしている。茶髪で、制服は青色。上級生だが、何故か新入生クラスの人々は彼女に対してタメ口である。
フラン（）
声：大浦冬華
出身星不明。上級生チーム「チームフラン」のメンバーで、メルバのただ一人の友人。

### 所属不明
マーチ（March）声：加藤奈々絵
フーキ星から来たプリンセス。フレームが丸い眼鏡をかけている。風紀委員を務める。43話にてレインに仕事が多い事を相談する辺り、風紀委員は彼女一人の模様。校則を忠実に遵守し、違反切符を切ることを生き甲斐にしている。ふたご姫を減点するべく彼女たちにつきまとうため、神出鬼没であったが、ふたご姫がしっかりしてきたためか、ビビン登場後は出番が減っている。制服は青色。なお彼女とアルテッサのみ、タイツの色が黒である。
フュー・チャー
声：稲田徹
エジソン星から来たプリンス。科学部部長。おならをエネルギーとして使う実験をしている。
科学部部員
本名、出身星不明。4人おり、それぞれ磁石、振り子、天体望遠鏡、おでんを常備している。4人目はなぜか「人工おでん」としか喋らない。
トロワ
声：遠藤綾
ステップ星から来たプリンセス。少々思い込みが激しい。ファインの運動神経に目をつけ、ダンスコンテストで優勝するために大技プリバウアーの完成を目指す。
パステル（Pastel）
声：伊藤龍
アート星から来たプリンス。美術部所属。ミルロに想いを寄せている。
マリー
フェンシング部長
声：鈴木達央
出身星不明。ブライトに期待を寄せており、次期部長に任命しようと考えている。

### ロイヤルワンダー学園関係者
教頭（Head Teacher）
声：平井啓二
前作に登場したローマンに似たキャラクター（声優も同じ）で、文字通り教頭を務める。学園長が不在気味のため、事実上の最高責任者。セレブ星が学園に多額の金銭的援助をしているらしく、プリンセスのエリザベータを露骨に贔屓している。校則違反を見かけたり、少しでも都合の悪いことが起きると露骨に「退学だ」と脅す。特にファイン、レインを問題児と捉え、厳しい態度を取っていた。しかし、目上の人間にはてんで弱いなど、かなり小心者でもある。独身でブラック学園長に惚れている。
ヤヤン
声：遠藤圭一郎
ララウ
声：久保田隆
前作に登場したヤンとラウに似ている。教頭の下で働いている。一応は2人とも教師のようだが、授業をしているシーンはヤヤンがエドワルドに操られた時のみ。
ウーピー
声：滝田樹里
音楽の授業に出現する先生。
タンバ・リン（Tanba Rin）
声：沢口千恵
新入生A組担任。ふしぎ星の出身者で、タネタネの国の住人のため、身長は非常に低く、授業やホームルームのときは、教卓に立てかけたものさしを駆け上り、教卓に立つ。
マンド・リン
タンバ・リン先生の師匠に当る先生。彼もタネタネの国出身である。
バン・ジョー（Ban Jo）
声：伊丸岡篤
新入生B組担任。バンカラ星出身。見かけによらず器用で、フラワーアレンジメント部の顧問を務めている。タンバ・リン先生に片思い中。
キャメロット
声：杉山佳寿子
元ふたご姫の教育係。資格を取得し、ロイヤルワンダー学園の寮母に就任。その後もふたご姫に心配をかけられている。
ルル
声：鈴木みさと
キャメロットの下で働く寮母見習い。資格も取得した。
宇宙教育委員会理事
ロイヤルワンダー学園に時々訪れる。常に笑顔だが、尾が下を向いている時は怒っている証拠。彼はあまり出番が無い。
道場破り達
47話ではブライトと勝負を仕掛ける。正式名称不明。
クレソン
声：岡和男
学園の庭や花壇、温室を管理する老人。

### その他
エドワルド（エドチン）（Prince Edward）
声：矢薙直樹
学園の旧校舎の「開かずの間」にあった肖像画に描かれていたプリンス。もともとはプリンセスであるスワンの絵と対になっていたが、スワンの絵が消失して以来、孤独となる。自分と同じ孤独と絶望を学園の生徒たちに思い知らせるため、トーマを操り、ふたご姫の学園仲良し計画の妨害をさせていた。後に、自分の絵の所在がふたご姫に気づかれそうになったため、自身が操るトーマを使い、絵を開かずの間から鏡の裏の部屋へ移させた。
トーマが正気に戻り学園を去った後は、学園の他の関係者を操り、ふたご姫の妨害をしていた。キュキュとピュピュが使い魔を恐れると知り、2人のハーフバースデイの日に使い魔を放った。2人が怯え、ユニバーサルプリンセスのベルチャームからとびだしてきたところを捕らえ、自身の絵の中に幽閉した。これにより、ふたご姫の変身を阻止した。
幽閉したキュキュとピュピュを口車に乗せ、ふたご姫への信頼を失わせようとした。しかし、キュキュとピュピュがファンゴやふたご姫の言葉に動かされ、自ら脱出してふたご姫のもとへ戻ったため、ふたご姫の変身を完全に阻止することはできなかった。使い魔を放ちふたご姫を倒そうとしたが、グランドユニバーサルプリンセスの祝福の力に敗れた。
それからはビビンによって豚ともカモノハシともとれぬ珍妙な紫色の動物姿にされたあげく、「エドチン（ブタチン）」と勝手にあだ名で呼ばれこき使われている。当然エドワルドはこれを嫌うが、ビビンの目的が自分のと類似してることもあり、共に行動していくことになる。その後終盤でその正体を明かすが、かつての面影が残っておらず皆からからかわれた。ブラッククリスタルキングを倒した後に元の姿に戻り、スワンとも再会。ビビンやふたご姫たちに別れを告げ、肖像画の中の風景へと帰って行った。それと同時に2枚の絵は、大きな額縁の中に一つの絵画として収められた。
スワン
エドワルドの絵とは対になっていた肖像画のプリンセス。
ナビンスキー
エドワルドの魔力により、カリスマダンサーとした人物。ファインとトロワのダンスの特訓の邪魔をする。
ビビン（Bibin）
声：白鳥由里
ブラック星のプリンセスで、ブラック学園の生徒。卒業試験に合格するため、ハッピーを吸って育つアンハッピーフルーツの収穫を目的にロイヤルワンダー学園にやって来た。生足が特徴。好物はパフェ。「ム･カ･ツ･ク～」が口癖（ただし途中から言わなくなった）で、魔法を使う事も出来る。かんざしのステッキを使い、アルファベット小文字の「b」を描き「ビビン・ブイブイ」の呪文で魔法を使う。
ファイン・レインと一緒にクリスマスの光景を見た後、ハッピーの良さを知るようになる。エドチンやブラック学園長の存在もあり、ふたご姫たちにその思いをなかなか素直に伝えることが出来なかったが、ロイヤルワンダー学園とブラック学園の姉妹提携記念パーティではそれまでの辛い思いを爆発させ、ついにふたご姫たちと友達になることを誓った。
ブラック学園長
声：久川綾
ブラック学園（元々はホワイト学園という名前であった）の学園長。髪型が少しビビンに似ている。本来は心優しい人物であったがブラッククリスタルキングによって学園諸共洗脳されて、彼の手先となってしまう。
期待を寄せているビビンが失敗続きなのを見かねて、身に着けた者の一生分のハッピーを搾り取るブラックアクセサリーを渡す。しかし、相変わらず続くビビンの失敗によってアクセサリーが全てなくなったことを知ると、ついに自らの手でふたご姫を始末する決意を固めた。
その後はビビンのサポート役としてふたご姫たちを苦しめてきたが、ロイヤルワンダー学園との姉妹提携記念パーティの際、グランドユニバーサルプリンセスの祝福の力とビビンのある行動によって正気に目覚める。
ブラッククリスタルキング（Black Crystal King）
声：若本規夫
ふたご姫たちが最後に戦う相手で、ビビンの学園を変貌させた張本人でもある。「ブラック星」と呼ばれる星全体が彼の本体であり、赤紫の巨大な球体に一つ目を持つ。ロイヤルワンダープラネットのハッピーを吸い取るべく、ロイヤルワンダー学園に巨大なアンハッピーフラワーを咲かせ、紫の結界で包みそこを根城にした。ふたご姫の力とおひさまの国の力で倒そうとするもその力を全て吸い取られ敵わず、ついに巨大なアンハッピーフルーツとなって上空に浮かぶ。しかし吸収のし過ぎにより、自ら悲鳴を上げ崩壊した。なお、彼は上記の二つの星だけではなくふしぎ星にも被害を加えており、おひさまの国に巨大なブラッククリスタルを生やして滅ぼそうとした。
ヒルズ（Hiruzu）
声：杉山紀彰
ゴージャス星のプリンスで、エリザベータより更にお金持ち。宇宙一のプリンセスを見つけるために宇宙を旅している。常に幸せを追求しており、褒められる事が生きがいのようだったが、それだけでは何かが足りないと感じており、それが「褒められるだけじゃなくみんなで楽しく遊んだりすることが幸せ」とレインに教えられた事で答えを見つける。迷いを克服するきっかけを与えてくれたレインに感謝し、プロポーズするが断られた為、友人となった。
アンハッピーフルーツ
ビビンが育てた果物。ロイヤルワンダー学園の生徒のハッピーを吸い取って、実がどんどん大きくなる。